# Tour Down Under 2025
De Tour Down Under 2025 werd verreden van 21 tot en met 26 januari in Australië. Het was de vijfentwintigste editie van deze meerdaagse etappekoers. De ronde was de eerste wedstrijd op de UCI World Tour 2025-kalender. De Brit Stephen Williams won de editie van 2024. Deze editie werd gewonnen door de Ecuadoriaan Jhonatan Narváez die ook de vijfde etappe won.

## Deelnemende ploegen
De achttien UCI World Tour-teams van dit seizoen plus het ProTeam van Israel-Premier Tech en een Australische nationale selectie startten met zeven renners per team wat het deelnemersveld op 140 renners bracht.

## Etappe-overzicht
| Etappe | Datum      | Start        | Finish        | Afstand  | Type       | Winnaar          | Klassementsleider |
| ------ | ---------- | ------------ | ------------- | -------- | ---------- | ---------------- | ----------------- |
| 1e     | 21 januari | Prospect     | Gumeracha     | 150,7 km | Heuvelrit  | Sam Welsford     | Sam Welsford      |
| 2e     | 22 januari | Tanunda      | Tanunda       | 128,8 km | Heuvelrit  | Sam Welsford     | Sam Welsford      |
| 3e     | 23 januari | Norwood      | Uraidla       | 147,5 km | Heuvelrit  | Javier Romo      | Javier Romo       |
| 4e     | 24 januari | Glenelg      | Victor Harbor | 157,2 km | Heuvelrit  | Bryan Coquard    | Javier Romo       |
| 5e     | 25 januari | McLaren Vale | Willunga Hill | 145,7 km | Heuvelrit  | Jhonatan Narváez | Jhonatan Narváez  |
| 6e     | 26 januari | Adelaide     | Adelaide      | 90 km    | Vlakke rit | Sam Welsford     | Jhonatan Narváez  |

## Etappe-uitslagen

### 1e etappe
| Prospect – Gumeracha (150,7 km) |                     |                         |          |
| Plaats                          | Naam                | Ploeg                   | Tijd     |
| Winnaar                         | Sam Welsford        | Red Bull-BORA-hansgrohe | 3u26'38" |
| 2                               | Matthew Brennan     | Team Visma-Lease a Bike | z.t.     |
| 3                               | Matthew Walls       | Groupama-FDJ            | z.t.     |
| 4                               | Tim Torn Teutenberg | Lidl-Trek               | z.t.     |
| 5                               | Ben Swift           | INEOS Grenadiers        | z.t.     |
| 6                               | Simon Dehairs       | Alpecin-Deceuninck      | z.t.     |
| 7                               | Corbin Strong       | Israel-Premier Tech     | z.t.     |
| 8                               | Rui Oliveira        | UAE Team Emirates-XRG   | z.t.     |
| 9                               | Phil Bauhaus        | Bahrain-Victorious      | z.t.     |
| 10                              | Jacopo Mosca        | Lidl-Trek               | z.t.     |
|                                 |                     |                         |          |
| 19                              | Danny van Poppel    | Red Bull-BORA-hansgrohe | z.t.     |

| Algemeen klassement |                     |                            |          |
| Plaats              | Naam                | Ploeg                      | Tijd     |
| Oranje trui         | Sam Welsford        | Red Bull-BORA-hansgrohe    | 3u26'28" |
| 2                   | Matthew Brennan     | Team Visma-Lease a Bike    | + 4"     |
| 3                   | Zac Marriage        | Australië                  | + 5"     |
| 4                   | Matthew Walls       | Groupama-FDJ               | + 6"     |
| 5                   | Bastien Tronchon    | Decathlon AG2R La Mondiale | + 7"     |
| 6                   | Fergus Browning     | Australië                  | z.t.     |
| 7                   | Jhonatan Narváez    | UAE Team Emirates-XRG      | + 9"     |
| 8                   | Tim Torn Teutenberg | Lidl-Trek                  | + 10"    |
| 9                   | Ben Swift           | INEOS Grenadiers           | z.t.     |
| 10                  | Simon Dehairs       | Alpecin-Deceuninck         | z.t.     |
|                     |                     |                            |          |
| 23                  | Danny van Poppel    | Red Bull-BORA-hansgrohe    | z.t.     |

### 2e etappe
| Tanunda – Tanunda (128,8 km) |                      |                         |          |
| Plaats                       | Naam                 | Ploeg                   | Tijd     |
| Winnaar                      | Sam Welsford         | Red Bull-BORA-hansgrohe | 3u01'22" |
| 2                            | Arne Marit           | Intermarché-Wanty       | z.t.     |
| 3                            | Bryan Coquard        | Cofidis                 | z.t.     |
| 4                            | Tim Torn Teutenberg  | Lidl-Trek               | z.t.     |
| 5                            | Tobias Lund Andresen | Team Picnic PostNL      | z.t.     |
| 6                            | Henri Uhlig          | Alpecin-Deceuninck      | z.t.     |
| 7                            | Samuel Watson        | INEOS Grenadiers        | z.t.     |
| 8                            | Corbin Strong        | Israel-Premier Tech     | z.t.     |
| 9                            | Alexis Renard        | Cofidis                 | z.t.     |
| 10                           | Matthew Walls        | Groupama-FDJ            | z.t.     |
|                              |                      |                         |          |
| 15                           | Lars Boven           | Alpecin-Deceuninck      | z.t.     |

| Algemeen klassement |                  |                            |          |
| Plaats              | Naam             | Ploeg                      | Tijd     |
| Oranje trui         | Sam Welsford     | Red Bull-BORA-hansgrohe    | 6u27'40" |
| 2                   | Arne Marit       | Intermarché-Wanty          | + 14"    |
| 3                   | Matthew Brennan  | Team Visma-Lease a Bike    | z.t.     |
| 4                   | Patrick Konrad   | Lidl-Trek                  | + 15"    |
| 5                   | Georg Zimmermann | Intermarché-Wanty          | z.t.     |
| 6                   | Zac Marriage     | Australië                  | z.t.     |
| 7                   | Fergus Browning  | Australië                  | z.t.     |
| 8                   | Matthew Walls    | Groupama-FDJ               | + 16"    |
| 9                   | Bryan Coquard    | Cofidis                    | z.t.     |
| 10                  | Bastien Tronchon | Decathlon AG2R La Mondiale | + 17"    |
|                     |                  |                            |          |
| 23                  | Lars Boven       | Alpecin-Deceuninck         | + 20"    |

### 3e etappe
| Norwood – Uraidla (147,5 km) |                         |                            |          |
| Plaats                       | Naam                    | Ploeg                      | Tijd     |
| Winnaar                      | Javier Romo             | Movistar Team              | 3u46'01" |
| 2                            | Jhonatan Narváez        | UAE Team Emirates-XRG      | + 5"     |
| 3                            | Finn Fisher-Black       | Red Bull-BORA-hansgrohe    | z.t.     |
| 4                            | Albert Withen Philipsen | Lidl-Trek                  | z.t.     |
| 5                            | Thomas Gloag            | Team Visma-Lease a Bike    | z.t.     |
| 6                            | Patrick Konrad          | Lidl-Trek                  | z.t.     |
| 7                            | Andrea Bagioli          | Lidl-Trek                  | z.t.     |
| 8                            | Bastien Tronchon        | Decathlon AG2R La Mondiale | z.t.     |
| 9                            | Rémy Rochas             | Groupama-FDJ               | z.t.     |
| 10                           | Magnus Sheffield        | INEOS Grenadiers           | z.t.     |
|                              |                         |                            |          |
| 18                           | Bauke Mollema           | Lidl-Trek                  | z.t.     |
| 22                           | Junior Lecerf           | Soudal Quick-Step          | + 25"    |

| Algemeen klassement |                         |                            |           |
| Plaats              | Naam                    | Ploeg                      | Tijd      |
| Oranje trui         | Javier Romo             | Movistar Team              | 10u13'51" |
| 2                   | Jhonatan Narváez        | UAE Team Emirates-XRG      | + 8"      |
| 3                   | Patrick Konrad          | Lidl-Trek                  | + 10"     |
| 4                   | Finn Fisher-Black       | Red Bull-BORA-hansgrohe    | z.t.      |
| 5                   | Bastien Tronchon        | Decathlon AG2R La Mondiale | + 12"     |
| 6                   | Magnus Sheffield        | INEOS Grenadiers           | + 15"     |
| 7                   | Albert Withen Philipsen | Lidl-Trek                  | z.t.      |
| 8                   | Jay Vine                | UAE Team Emirates-XRG      | z.t.      |
| 9                   | Chris Harper            | Team Jayco AlUla           | z.t.      |
| 10                  | Andrea Bagioli          | Lidl-Trek                  | z.t.      |
|                     |                         |                            |           |
| 16                  | Bauke Mollema           | Lidl-Trek                  | z.t.      |
| 28                  | Junior Lecerf           | Soudal Quick-Step          | + 35"     |

### 4e etappe
| Glenelg – Victor Harbor (157,2 km) |                      |                            |          |
| Plaats                             | Naam                 | Ploeg                      | Tijd     |
| Winnaar                            | Bryan Coquard        | Cofidis                    | 3u55'15" |
| 2                                  | Phil Bauhaus         | Bahrain-Victorious         | z.t.     |
| 3                                  | Jhonatan Narváez     | UAE Team Emirates-XRG      | z.t.     |
| 4                                  | Liam Walsh           | Australië                  | z.t.     |
| 5                                  | Samuel Watson        | INEOS Grenadiers           | z.t.     |
| 6                                  | Tobias Lund Andresen | Team Picnic PostNL         | z.t.     |
| 7                                  | Corbin Strong        | Israel-Premier Tech        | z.t.     |
| 8                                  | Tim Torn Teutenberg  | Lidl-Trek                  | z.t.     |
| 9                                  | Henri Uhlig          | Alpecin-Deceuninck         | z.t.     |
| 10                                 | Dorian Godon         | Decathlon AG2R La Mondiale | z.t.     |
|                                    |                      |                            |          |
| 12                                 | Dries De Pooter      | Intermarché-Wanty          | z.t.     |
| 25                                 | Bauke Mollema        | Lidl-Trek                  | z.t.     |

| Algemeen klassement |                         |                            |           |
| Plaats              | Naam                    | Ploeg                      | Tijd      |
| Oranje trui         | Javier Romo             | Movistar Team              | 14u09'06" |
| 2                   | Jhonatan Narváez        | UAE Team Emirates-XRG      | + 4"      |
| 3                   | Patrick Konrad          | Lidl-Trek                  | + 10"     |
| 4                   | Finn Fisher-Black       | Red Bull-BORA-hansgrohe    | z.t.      |
| 5                   | Bastien Tronchon        | Decathlon AG2R La Mondiale | + 12"     |
| 6                   | Magnus Sheffield        | INEOS Grenadiers           | + 15"     |
| 7                   | Albert Withen Philipsen | Lidl-Trek                  | z.t.      |
| 8                   | Jay Vine                | UAE Team Emirates-XRG      | z.t.      |
| 9                   | Rémy Rochas             | Groupama-FDJ               | z.t.      |
| 10                  | Chris Harper            | Team Jayco AlUla           | z.t.      |
|                     |                         |                            |           |
| 14                  | Bauke Mollema           | Lidl-Trek                  | z.t.      |
| 21                  | Junior Lecerf           | Soudal Quick-Step          | + 32"     |

### 5e etappe
| McLaren Vale – Willunga Hill (145,7 km) |                   |                            |          |
| Plaats                                  | Naam              | Ploeg                      | Tijd     |
| Winnaar                                 | Jhonatan Narváez  | UAE Team Emirates-XRG      | 3u17'02" |
| 2                                       | Oscar Onley       | Team Picnic PostNL         | z.t.     |
| 3                                       | Finn Fisher-Black | Red Bull-BORA-hansgrohe    | z.t.     |
| 4                                       | Luke Plapp        | Team Jayco AlUla           | + 3"     |
| 5                                       | Javier Romo       | Movistar Team              | z.t.     |
| 6                                       | Michael Woods     | Israel-Premier Tech        | + 6"     |
| 7                                       | Thomas Gloag      | Team Visma-Lease a Bike    | z.t.     |
| 8                                       | Magnus Sheffield  | INEOS Grenadiers           | z.t.     |
| 9                                       | Bastien Tronchon  | Decathlon AG2R La Mondiale | z.t.     |
| 10                                      | Patrick Konrad    | Lidl-Trek                  | + 15"    |
|                                         |                   |                            |          |
| 14                                      | Bauke Mollema     | Lidl-Trek                  | + 40"    |
| 20                                      | Junior Lecerf     | Soudal Quick-Step          | + 48"    |

| Algemeen klassement |                   |                            |           |
| Plaats              | Naam              | Ploeg                      | Tijd      |
| Oranje trui         | Jhonatan Narváez  | UAE Team Emirates-XRG      | 17u26'02" |
| 2                   | Javier Romo       | Movistar Team              | + 9"      |
| 3                   | Finn Fisher-Black | Red Bull-BORA-hansgrohe    | + 12"     |
| 4                   | Oscar Onley       | Team Picnic PostNL         | + 15"     |
| 5                   | Bastien Tronchon  | Decathlon AG2R La Mondiale | + 24"     |
| 6                   | Luke Plapp        | Team Jayco AlUla           | z.t.      |
| 7                   | Magnus Sheffield  | INEOS Grenadiers           | + 27"     |
| 8                   | Thomas Gloag      | Team Visma-Lease a Bike    | z.t.      |
| 9                   | Patrick Konrad    | Lidl-Trek                  | + 31"     |
| 10                  | Michael Woods     | Israel-Premier Tech        | + 47"     |
|                     |                   |                            |           |
| 13                  | Bauke Mollema     | Lidl-Trek                  | + 1'01"   |
| 20                  | Junior Lecerf     | Soudal Quick-Step          | + 1'26"   |

### 6e etappe
| Adelaide – Adelaide (90 km) |                         |                         |          |
| Plaats                      | Naam                    | Ploeg                   | Tijd     |
| Winnaar                     | Sam Welsford            | Red Bull-BORA-hansgrohe | 1u53'14" |
| 2                           | Bryan Coquard           | Cofidis                 | z.t.     |
| 3                           | Phil Bauhaus            | Bahrain-Victorious      | z.t.     |
| 4                           | Rui Oliveira            | UAE Team Emirates-XRG   | z.t.     |
| 5                           | Danny van Poppel        | Red Bull-BORA-hansgrohe | z.t.     |
| 6                           | Henri Uhlig             | Alpecin-Deceuninck      | z.t.     |
| 7                           | Tobias Lund Andresen    | Team Picnic PostNL      | z.t.     |
| 8                           | Tim Torn Teutenberg     | Lidl-Trek               | z.t.     |
| 9                           | Matthew Walls           | Groupama-FDJ            | z.t.     |
| 10                          | Andrea Raccagni Noviero | Soudal Quick-Step       | z.t.     |
|                             |                         |                         |          |
| 13                          | Arne Marit              | Intermarché-Wanty       | z.t.     |

| Algemeen klassement |                   |                            |           |
| Plaats              | Naam              | Ploeg                      | Tijd      |
| Oranje trui         | Jhonatan Narváez  | UAE Team Emirates-XRG      | 19u19'16" |
| 2                   | Javier Romo       | Movistar Team              | + 9"      |
| 3                   | Finn Fisher-Black | Red Bull-BORA-hansgrohe    | + 12"     |
| 4                   | Oscar Onley       | Team Picnic PostNL         | + 15"     |
| 5                   | Bastien Tronchon  | Decathlon AG2R La Mondiale | + 24"     |
| 6                   | Luke Plapp        | Team Jayco AlUla           | z.t.      |
| 7                   | Magnus Sheffield  | INEOS Grenadiers           | + 27"     |
| 8                   | Thomas Gloag      | Team Visma-Lease a Bike    | z.t.      |
| 9                   | Patrick Konrad    | Lidl-Trek                  | + 31"     |
| 10                  | Michael Woods     | Israel-Premier Tech        | + 47"     |
|                     |                   |                            |           |
| 13                  | Bauke Mollema     | Lidl-Trek                  | + 1'01"   |
| 20                  | Junior Lecerf     | Soudal Quick-Step          | + 1'26"   |

## Eindklassementen
| Plaats      | Naam              | Ploeg                      | Tijd      |
| ----------- | ----------------- | -------------------------- | --------- |
| Oranje trui | Jhonatan Narváez  | UAE Team Emirates-XRG      | 19u19'16" |
| 2           | Javier Romo       | Movistar Team              | + 9"      |
| 3           | Finn Fisher-Black | Red Bull-BORA-hansgrohe    | + 12"     |
| 4           | Oscar Onley       | Team Picnic PostNL         | + 15"     |
| 5           | Bastien Tronchon  | Decathlon AG2R La Mondiale | + 24"     |
| 6           | Luke Plapp        | Team Jayco AlUla           | z.t.      |
| 7           | Magnus Sheffield  | INEOS Grenadiers           | + 27"     |
| 8           | Thomas Gloag      | Team Visma-Lease a Bike    | z.t.      |
| 9           | Patrick Konrad    | Lidl-Trek                  | + 31"     |
| 10          | Michael Woods     | Israel-Premier Tech        | + 47"     |
| 11          | Jay Vine          | UAE Team Emirates          | + 58"     |
| 12          | Rémy Rochas       | Groupama-FDJ               | z.t.      |
| 13          | Bauke Mollema     | Lidl-Trek                  | + 1'01"   |
| 14          | Chris Harper      | Team Jayco AlUla           | + 1'03"   |
| 15          | Afonso Eulálio    | Bahrain-Victorious         | + 1'06"   |
| 16          | Rudy Porter       | Australië                  | + 1'07"   |
| 17          | Albert Philipsen  | Lidl-Trek                  | + 1'09"   |
| 18          | Georg Zimmermann  | Intermarché-Wanty          | + 1'16"   |
| 19          | Zac Marriage      | Australië                  | + 1'24"   |
| 20          | Junior Lecerf     | Soudal Quick-Step          | + 1'26"   |

| Plaats      | Naam             | Ploeg                   | Punten |
| ----------- | ---------------- | ----------------------- | ------ |
| Blauwe trui | Sam Welsford     | Red Bull-BORA-hansgrohe | 90     |
| 2           | Bryan Coquard    | Cofidis                 | 77     |
| 3           | Phil Bauhaus     | Bahrain-Victorious      | 61     |
|             |                  |                         |        |
| 14          | Arne Marit       | Intermarché-Wanty       | 29     |
| 30          | Danny van Poppel | Red Bull-BORA-hansgrohe | 10     |

| Plaats                | Naam             | Ploeg                 | Punten |
| --------------------- | ---------------- | --------------------- | ------ |
| Bolletjestrui (groen) | Fergus Browning  | Australië             | 58     |
| 2                     | Mauro Schmid     | Team Jayco AlUla      | 27     |
| 3                     | Jhonatan Narváez | UAE Team Emirates-XRG | 16     |
|                       |                  |                       |        |
| 13                    | Ide Schelling    | XDS Astana Team       | 9      |

| Plaats     | Naam             | Ploeg                   | Tijd      |
| ---------- | ---------------- | ----------------------- | --------- |
| Witte trui | Albert Philipsen | Lidl-Trek               | 19u20'25" |
| 2          | Zac Marriage     | Australië               | + 15"     |
| 3          | Pablo Torres     | UAE Team Emirates-XRG   | + 20"     |
|            |                  |                         |           |
| 5          | Menno Huising    | Team Visma-Lease a Bike | + 3'07"   |

| Plaats | Ploeg                   | Tijd      |
| ------ | ----------------------- | --------- |
| 1      | Lidl-Trek               | 58u00'34" |
| 2      | UAE Team Emirates-XRG   | + 02"     |
| 3      | Israel-Premier Tech     | + 1'50"   |
|        |                         |           |
| 8      | Team Visma-Lease a Bike | + 06'13"  |
| 14     | Intermarché-Wanty       | + 11'38"  |

## Klassementsleiders na elke etappe
| #              | Winnaar          | Algemeen klassement · | Puntenklassement · | Bergklassement · | Jongerenklassement · | Ploegenklassement  | Strijdlust ·                   |
| -------------- | ---------------- | --------------------- | ------------------ | ---------------- | -------------------- | ------------------ | ------------------------------ |
| 1              | Sam Welsford     | Sam Welsford          | Sam Welsford       | Fergus Browning  | Matthew Brennan      | Alpecin-Deceuninck | Fergus Browning & Zac Marriage |
| 2              | Sam Welsford     | Sam Welsford          | Sam Welsford       | Fergus Browning  | Matthew Brennan      | Alpecin-Deceuninck | Georg Zimmermann               |
| 3              | Javier Romo      | Javier Romo           | Sam Welsford       | Fergus Browning  | Albert Philipsen     | Lidl-Trek          | Geoffrey Bouchard              |
| 4              | Bryan Coquard    | Javier Romo           | Sam Welsford       | Fergus Browning  | Albert Philipsen     | Lidl-Trek          | Mauro Schmid                   |
| 5              | Jhonatan Narváez | Jhonatan Narváez      | Sam Welsford       | Fergus Browning  | Albert Philipsen     | Lidl-Trek          | Chris Harper                   |
| 6              | Sam Welsford     | Jhonatan Narváez      | Sam Welsford       | Fergus Browning  | Albert Philipsen     | Lidl-Trek          | Casper Pedersen                |
| Eindklassement | Eindklassement   | Jhonatan Narváez      | Sam Welsford       | Fergus Browning  | Albert Philipsen     | Lidl-Trek          | niet uitgereikt                |

## Vrouwen
De Santos Women's Tour Down Under was aan zijn twaalfde editie toe, waarvan de achtste keer als meerdaagse wedstrijd. Deze editie werd verreden van 17 tot 19 januari. Twee dagen na de slotetappe ging de Tour Down Under voor mannen van start. De Zwitserse Noemi Rüegg volgde de Australische Sarah Gigante op. De Nederlandse Silke Smulders werd tweede in het eindklassement.

### Deelname
Negen UCI Women's World Tour-ploegen namen deel, aangevuld met twee UCI ProTeams, één continentaal team en de Australische nationale selectie.
| UCI World Tour teams | Overige teams                                                                                |
| --- | -------------------------------------------------------------------------------------------- |
| AG Insurance-Soudal CANYON//SRAM zondacrypto CERATIZIT-WNT Pro Cycling Team FDJ-Suez Human Powered Health Lidl-Trek Liv AlUla Jayco Picnic PostNL UAE Team ADQ Uno-X Mobility | EF Education-Oatly St Michel-Preference Home-Auber 93 Team Coop-Repsol Australische selectie |

### Etappe-overzicht
| Etappe | Datum      | Start    | Finish        | Afstand  | Type      | Winnaar          | Klassementsleider |
| ------ | ---------- | -------- | ------------- | -------- | --------- | ---------------- | ----------------- |
| 1e     | 17 januari | Brighton | Snapper Point | 101,9 km | Heuvelrit | Daniek Hengeveld | Daniek Hengeveld  |
| 2e     | 18 januari | Unley    | Willunga Hill | 115 km   | Heuvelrit | Noemi Rüegg      | Noemi Rüegg       |
| 3e     | 19 januari | Stirling | Stirling      | 105,9 km | Heuvelrit | Chloé Dygert     | Noemi Rüegg       |

### Klassementenverloop
| Etappe         | Winnares         | Algemeen klassement | Bergklassement ·    | Puntenklassement · | Jongerenklassement | Ploegenklassement              | Strijdlust ·    |
| -------------- | ---------------- | ------------------- | ------------------- | ------------------ | ------------------ | ------------------------------ | --------------- |
| 1              | Daniek Hengeveld | Daniek Hengeveld    | Alyssa Polites      | Daniek Hengeveld   | Alyssa Polites     | CERATIZIT-WNT Pro Cycling Team | Alyssa Polites  |
| 2              | Noemi Rüegg      | Noemi Rüegg         | Dominika Włodarczyk | Noemi Rüegg        | Eleonora Ciabocco  | UAE Team ADQ                   | Alli Anderson   |
| 3              | Chloé Dygert     | Noemi Rüegg         | Alyssa Polites      | Noemi Rüegg        | Eleonora Ciabocco  | UAE Team ADQ                   | Ella Simpson    |
| Eindklassement | Eindklassement   | Noemi Rüegg         | Alyssa Polites      | Noemi Rüegg        | Eleonora Ciabocco  | UAE Team ADQ                   | niet uitgereikt |

### Eindklassementen
| Plaats      | Naam                  | Ploeg                    | Tijd     |
| ----------- | --------------------- | ------------------------ | -------- |
| Oranje trui | Noemi Rüegg           | EF Education-Oatly       | 8u49'00" |
| 2           | Silke Smulders        | Liv AlUla Jayco          | + 13"    |
| 3           | Mie Bjørndal Ottestad | Uno-X Mobility           | + 37"    |
| 4           | Dominika Włodarczyk   | UAE Team ADQ             | + 40"    |
| 5           | Elise Chabbey         | FDJ-Suez                 | z.t.     |
| 6           | Justine Ghekiere      | AG Insurance-Soudal      | + 41"    |
| 7           | Amanda Spratt         | Lidl-Trek                | + 49"    |
| 8           | Neve Bradbury         | CANYON//SRAM zondacrypto | + 56"    |
| 9           | Ruth Edwards          | Human Powered Health     | + 59"    |
| 10          | Alice Towers          | CANYON//SRAM zondacrypto | + 1' 02" |

| Plaats      | Naam             | Ploeg               | Punten |
| ----------- | ---------------- | ------------------- | ------ |
| Blauwe trui | Noemi Rüegg      | EF Education-Oatly  | 58     |
| 2           | Silke Smulders   | Liv AlUla Jayco     | 42     |
| 3           | Sarah Van Dam    | CERATIZIT-WNT       | 38     |
|             |                  |                     |        |
| 12          | Justine Ghekiere | AG Insurance-Soudal | 19     |

| Plaats                | Naam                | Ploeg                 | Punten |
| --------------------- | ------------------- | --------------------- | ------ |
| Bolletjestrui (groen) | Alyssa Polites      | Australische selectie | 24     |
| 2                     | Dominika Włodarczyk | UAE Team ADQ          | 22     |
| 3                     | Noemi Rüegg         | EF Education-Oatly    | 14     |
|                       |                     |                       |        |
| 5                     | Karlijn Swinkels    | UAE Team ADQ          | 7      |
| 6                     | Julie Van de Velde  | AG Insurance-Soudal   | 7      |

| Plaats     | Naam              | Ploeg                 | Tijd     |
| ---------- | ----------------- | --------------------- | -------- |
| Witte trui | Eleonora Ciabocco | Picnic PostNL         | 8u50'36" |
| 2          | Emily Dixon       | Australische selectie | + 1' 08" |
| 3          | Alyssa Polites    | Australische selectie | + 6' 57" |

| Plaats | Ploeg                    | Tijd      |
| ------ | ------------------------ | --------- |
| 1      | UAE Team ADQ             | 26u31'03" |
| 2      | Liv AlUla Jayco          | + 1' 01"  |
| 3      | CANYON//SRAM zondacrypto | + 1' 32"  |
|        |                          |           |
| 4      | AG Insurance-Soudal      | + 4' 07"  |
| 7      | Picnic PostNL            | + 10' 01" |

1999 · 
2000 · 
2001 · 
2002 · 
2003 · 
2004 · 
2005 · 
2006 · 
2007 · 
2008 · 
2009 · 
2010 · 
2011 · 
2012 · 
2013 · 
2014 · 
2015 · 
2016 · 
2017 · 
2018 · 
2019 · 
2020  · 
2021-2022 · 
2023 · 2024 · 2025
Tour Down Under ·
Great Ocean Road Race ·
Ronde van de Verenigde Arabische Emiraten ·
Omloop Het Nieuwsblad ·
Strade Bianche ·
Parijs-Nice · 
Tirreno-Adriatico · 
Milaan-San Remo ·
Ronde van Catalonië ·
Classic Brugge-De Panne ·
E3 Saxo Classic ·
Gent-Wevelgem ·
Dwars door Vlaanderen ·
Ronde van Vlaanderen ·
Ronde van het Baskenland ·
Parijs-Roubaix ·
Amstel Gold Race ·
Waalse Pijl ·
Luik-Bastenaken-Luik ·
Ronde van Romandië ·
Eschborn-Frankfurt ·
Ronde van Italië ·
Critérium du Dauphiné ·
Ronde van Zwitserland ·
Copenhagen Sprint · 
Ronde van Frankrijk ·
Clásica San Sebastián ·
Ronde van Polen ·
Cyclassics Hamburg ·
Renewi Tour ·
Ronde van Spanje ·
Bretagne Classic ·
GP van Quebec ·
GP van Montreal ·
Ronde van Lombardije ·
Ronde van Guangxi
Tour Down Under ·
Cadel Evans Great Ocean Road Race ·
Ronde van de Verenigde Arabische Emiraten ·
Omloop Het Nieuwsblad ·
Strade Bianche ·
Trofeo Alfredo Binda-Comune di Cittiglio ·
Milaan-San Remo ·
Brugge-De Panne ·
Gent-Wevelgem ·
Ronde van Vlaanderen ·
Parijs-Roubaix ·
Amstel Gold Race ·
Waalse Pijl ·
Luik-Bastenaken-Luik ·
Ronde van Spanje ·
Ronde van het Baskenland ·
Ronde van Burgos ·
Ronde van Groot-Brittannië ·
Ronde van Zwitserland ·
Copenhagen Sprint · 
Ronde van Italië ·
Ronde van Frankrijk ·
Ronde van Romandië ·
Ronde van Scandinavië ·
GP de Plouay-Bretagne ·
Simac Ladies Tour ·
Ronde van Chongming ·
Ronde van Guangxi